# Berta Schwarz
Berta Schwarz, o Bianca Bianchi (Nuremberg, Alemanya, 27 de gener de 1858 - Salzburg, Àustria, 16 de febrer de 1947), fou una soprano alemanya de coloratura.
Va rebre l'educació artística del director d'orquestra Franz Wilezek: Pollini li costejà més tard les lliçons de la professora Pauline Viardot, i acabada la seva educació artística el 1873, la contracta en Pollini per 10 anys; per conte d'aquest cantà a Londres, però considerant Berta més tard que no l'obligava un contracte subscrit quan era menor d'edat, cantà per compte propi des del 1876 a Mannheim, Karlsruhe, al teatre Imperial de Viena (des del 880), Budapest, Múnic i, el 1897, en el teatre de la ciutat d'Hamburg.
El 1882, Johann Strauss II s'inspirà en Berta per compondre Frühlingsstimmen (Veus de primavera), vals per a orquestra i soprano, que avui encara s'interpreta en concerts.
Berta tenia veu de soprano; el 1897 es casà a Hamburg amb l'empresari Pollini, que morí el novembre d'aquell mateix any.
El 1880 en descobrir-se un nou asteroide al qual se li posà el nom de (218) Bianca en el seu honor.